# Фасселс-Конер (Флорида)
Фасселс-Конер (англ. Fussels Corner) — статистически обособленная местность, расположенная в округе Полк (штат Флорида, США) с населением в 5313 человек по статистическим данным переписи 2000 года.

## География
По данным Бюро переписи населения США статистически обособленная местность Фасселс-Конер имеет общую площадь в 18,39 квадратных километров, водных ресурсов в черте населённого пункта не имеется.
Статистически обособленная местность Фасселс-Конер расположена на высоте 34 м над уровнем моря.

## Демография
| Год переписи        | Нас. |  | %±    |
| ------------------- | ---- |  | ----- |
| 1990                | 3840 |  | —     |
| 2000                | 5313 |  | 38,4% |
| 1990–2000 Источник: |      |  |       |

По данным переписи населения 2000 года в Фасселс-Конер проживало 5313 человек, 1647 семей, насчитывалось 2236 домашних хозяйств и 2989 жилых домов. Средняя плотность населения составляла около 288,91 человек на один квадратный километр. Расовый состав населённого пункта распределился следующим образом: 88,71 % белых, 5,44 % — чёрных или афроамериканцев, 0,36 % — коренных американцев, 0,15 % — азиатов, 0,04 % — выходцев с тихоокеанских островов, 1,45 % — представителей смешанных рас, 3,86 % — других народностей. Испаноговорящие составили 5,74 % от всех жителей статистически обособленной местности.
Из 2236 домашних хозяйств в 21,0 % воспитывали детей в возрасте до 18 лет, 59,7 % представляли собой совместно проживающие супружеские пары, в 9,6 % семей женщины проживали без мужей, 26,3 % не имели семей. 20,8 % от общего числа семей на момент переписи жили самостоятельно, при этом 9,6 % составили одинокие пожилые люди в возрасте 65 лет и старше. Средний размер домашнего хозяйства составил 2,38 человек, а средний размер семьи — 2,68 человек.
Население статистически обособленной местности по возрастному диапазону по данным переписи 2000 года распределилось следующим образом: 19,7 % — жители младше 18 лет, 6,2 % — между 18 и 24 годами, 21,8 % — от 25 до 44 лет, 27,4 % — от 45 до 64 лет и 24,9 % — в возрасте 65 лет и старше. Средний возраст жителей составил 47 лет. На каждые 100 женщин в Фасселс-Конер приходилось 100,1 мужчин, при этом на каждые сто женщин 18 лет и старше приходилось 98,0 мужчин также старше 18 лет.
Средний доход на одно домашнее хозяйство статистически обособленной местности составил 34 395 долларов США, а средний доход на одну семью — 41 263 доллара. При этом мужчины имели средний доход в 26 145 долларов США в год против 20 293 доллара среднегодового дохода у женщин. Доход на душу населения статистически обособленной местности составил 34 395 долларов в год. 8,6 % от всего числа семей в населённом пункте и 13,7 % от всей численности населения находилось на момент переписи населения за чертой бедности, при этом 26,4 % из них были моложе 18 лет и 4,5 % — в возрасте 65 лет и старше.